# Guzmán Corujo
Guzmán Corujo (Rodríguez, 1996. augusztus 2. –) uruguayi labdarúgó, az amerikai Charlotte hátvédje.

## Pályafutása
Corujo az uruguayi Rodríguez városában született. Az ifjúsági pályafutását a Nacional akadémiájánál kezdte.
2017-ben mutatkozott be a Nacional első osztályban szereplő felnőtt csapatában. Először a 2018. április 22-ei, Penarol elleni mérkőzésen lépett pályára. Első gólját 2019. december 12-én, szintén a Penarol ellen 2–0-ra megnyert találkozón szerezte. A csapattal a 2019-es és 2020-as szezonban is megszerezte a bajnoki címet.
2022. január 1-jén három éves szerződést kötött az újonnan alakult, amerikai Charlotte együttesével. 2022. február 27-én, a DC United ellen 3–0-ra elvesztett bajnokin debütált. 2022. június 26-án, a Montréal ellen idegenben 2–1-es vereséggel zárult mérkőzésen megszerezte első gólját a klub színeiben.

## Statisztikák
2022. augusztus 7. szerint
| Klub      | Szezon   | Osztály          | Bajnokság | Bajnokság | Kupa  | Kupa | Nemzetközi | Nemzetközi | Összesen | Összesen |
| Klub      | Szezon   | Osztály          | Meccs     | Gól       | Meccs | Gól  | Meccs      | Gól        | Meccs    | Gól      |
| --------- | -------- | ---------------- | --------- | --------- | ----- | ---- | ---------- | ---------- | -------- | -------- |
| Nacional  | 2017     | Primera Division | 3         | 0         | 0     | 0    | —          | —          | 3        | 0        |
| Nacional  | 2018     | Primera Division | 10        | 0         | 0     | 0    | 9          | 1          | 19       | 1        |
| Nacional  | 2019     | Primera Division | 28        | 1         | 0     | 0    | 5          | 0          | 33       | 1        |
| Nacional  | 2020     | Primera Division | 27        | 0         | 1     | 0    | 3          | 0          | 31       | 0        |
| Nacional  | 2021     | Primera Division | 13        | 1         | 3     | 1    | 5          | 0          | 21       | 2        |
| Nacional  | Összesen | Összesen         | 81        | 2         | 4     | 1    | 22         | 1          | 107      | 4        |
| Charlotte | 2022     | MLS              | 25        | 1         | 1     | 0    | —          | —          | 26       | 1        |
| Összesen  | Összesen | Összesen         | 106       | 3         | 5     | 1    | 22         | 1          | 133      | 5        |

## Sikerei, díjai
Nacional
- Primera Division
  - Bajnok (2): 2019, 2020

- Uruguayi Szuperkupa
  - Győztes (2): 2019, 2021
  - Döntős (2): 2018, 2020

## Fordítás
Ez a szócikk részben vagy egészben  a   Guzmán Corujo című angol Wikipédia-szócikk fordításán alapul.  Az eredeti cikk szerkesztőit annak laptörténete sorolja fel. Ez a jelzés csupán a megfogalmazás eredetét és a szerzői jogokat jelzi, nem szolgál a cikkben szereplő információk forrásmegjelöléseként.